# Croix-en-Touraine
Croix-en-Touraine é uma comuna francesa na região administrativa do Centro, no departamento Indre-et-Loire. Estende-se por uma área de 14,98 km². Em 2010 a comuna tinha 2 407 habitantes (densidade: 160,7 hab./km²).